# 더벅머리 페터

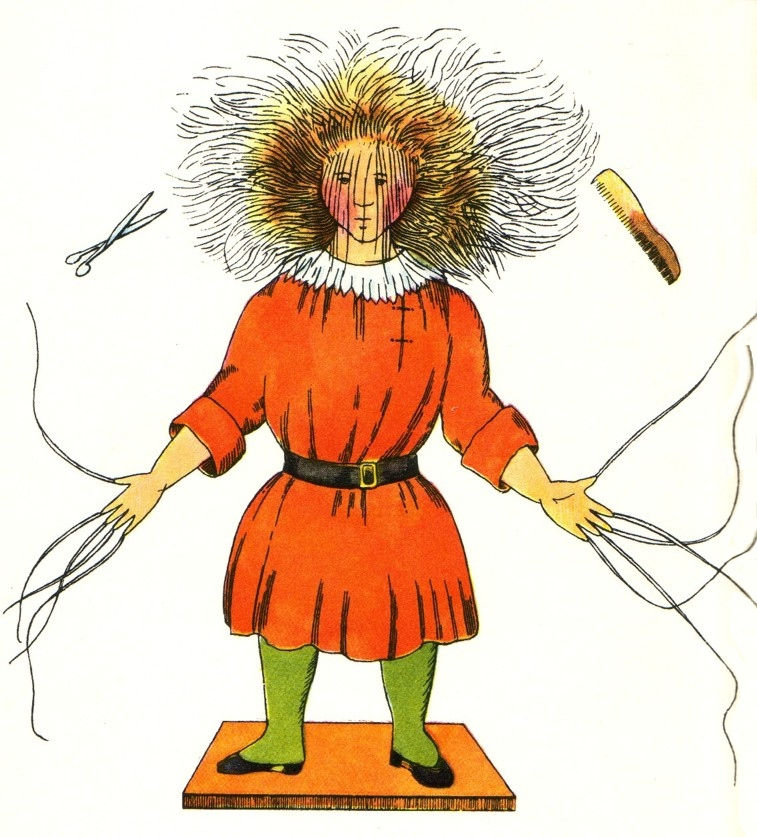

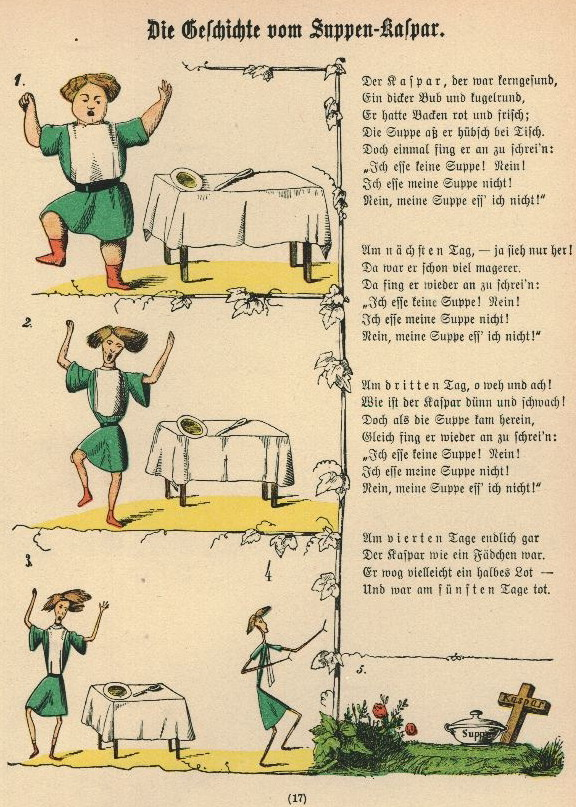
대한민국에서 '수프를 먹기 싫어하는 소년'으로 알려진 이야기.

더벅머리 페터(Der Struwwelpeter)는 독일의 정신과 의사 하인리히 호프만이 1845년에 3∼6세 아동을 위해 만든 근대적 그림책이다.
1844년 호프만은 세 살짜리 아들의 크리스마스 선물로 그림책을 사러 돌아다니다가 마땅한 것을 찾을 수 없어 자신이 직접 만들기로 했다. 강한 훈계 투의 당시 책들은 이치에 맞지 않거나 아주 공격적이었다. 그는 어린이책이 "너무 계몽적이고 이성적이며 아이답지 않고 솔직하지 않고 지루하며 자연스럽지 못하다"고 평했다. 그는 아이들이 글보다 그림을 더 좋아한다는 것을 알고 그림으로 다가갔다. 과장이 심하고 우스꽝스러우며 실제 모습과는 상관없는 그의 그림은 상상력을 한껏 발휘하게 했다. 그의 책은 두꺼운 종이와 느슨한 제본으로 쉽게 넘길 수 있게 만들었고 함부로 해도 잘 찢어지지 않았다. 초판 1,500부는 몇 주만에 동이 났고 이후 2,500만 부가 넘게 팔렸다.
주인공 더벅머리 페터는 당당한 무정부주의자로 손톰 자르기와 머리 빗기를 거부하는 인물이었다. 첫판에 책 뒤에 이름 없이 있던 그림이 인기를 끌자 1846년의 세 번째 판부터는 겉표지에 '지저분한 페터'란 이름으로 등장했다.
성냥불 위에 앉은 '작은 파울리네'이야기는 실화를 바탕으로 했다. 1829년에 처음 등장한 "마왕"은 많은 이야깃거리를 남겼다. 세 살부터 여섯 살 정도의 아이들을 대상으로 한 다른 글들은 동물들을 함부로 다루지 말 것, 다른 인종의 사람들을 놀리지 말 것, 의자에 앉을 때는 등을 기대고 깊숙히 앉아야 할 것 등의 내용을 담고 있었다.